# Docteur Praetorius
Pour plus de détails, voir Fiche technique et Distribution.
Docteur Praetorius (titre original : Frauenarzt Dr. Prätorius) est un film allemand réalisé par Curt Goetz, sorti en 1950, d'après sa pièce Dr. med. Hiob Prätorius dont il fait l'adaptation, et où il tient le rôle-titre.

## Synopsis
Le docteur Praetorius jouit d'une grande popularité en raison de sa gentillesse et de sa générosité auprès de ses patientes, de ses collègues et ses étudiants à l'école de médecine. Seul son collègue, le prof. Speiter est un peu jaloux.
Lorsque sa patiente Maria Violetta veut se suicider à cause d'une grossesse extra-conjugale, le docteur décide de s'occuper d'elle. Comme il veut préparer son père à elle à la nouvelle, le médecin lui paraît plus que quelqu'un de bienveillant pour sa fille. Une profonde affection se crée entre le docteur et sa patiente qui décident de se marier.
Leur bonheur avive la jalousie de Speiter. Grâce à Shunderson, qui connaît Praetorius, il croit pouvoir révéler le passé obscur du médecin. Mais devant le tribunal, Praetorius parvient avec humour et des révélations étonnantes à écarter tous les reproches.

## Fiche technique
- Titre : Docteur Praetorius
- Titre original : Frauenarzt Dr. Prätorius
- Réalisation : Curt Goetz, Karl Peter Gillmann
- Scénario : Curt Goetz, Karl Peter Gillmann
- Musique : Franz Grothe
- Photographie : Fritz Arno Wagner
- Montage : Fritz Stapenhorst
- Production : Hans Domnick
- Sociétés de production : Domnick Filmproduktion (DFP)
- Société de distribution : Herzog-Filmverleih
- Pays d'origine :  Allemagne de l'Ouest
- Langue : allemand
- Format : Noir et blanc - 1,37:1 - Mono - 35 mm
- Genre : Drame
- Durée : 95 minutes
- Dates de sortie :
  - Allemagne de l'Ouest : 15 janvier 1950.
  - Autriche : 15 décembre 1950.
  - France : 30 avril 1952.

## Distribution
- Curt Goetz: Dr. med. Hiob Praetorius
- Valérie von Martens: Maria Violetta
- Albert Florath: Pasteur Höllriegel
- Rudolf Reiff (de): Professeur Klotz
- Erich Ponto: Professeur Speiter
- Bruno Hübner: Shunderson

## À noter
- Il s'agit de l'un des premiers films allemands à avoir du succès durant l'après-guerre.
- C'est le premier film de Curt Goetz et de son épouse Valérie von Martens après leur retour de Californie où ils avaient fui le régime nazi.
- Sous la direction de Goetz, les moments particulièrement tragi-comiques et mélancoliques de la pièce sont soulignés. Le film traite de l'avortement et de la peine de mort avec des valeurs humanistes. De plus, le personnage de Praetorius cherche toujours à examiner le "microbe" de la bêtise humaine, qui est la cause de l'envie, de la haine et de la guerre.
- Un an après, Joseph L. Mankiewicz fait l'adaptation et la réalisation américaines de la pièce : On murmure dans la ville. Cary Grant joue le Dr. Praetorius, Jeanne Crain sa patiente devenue sa fiancée, Hume Cronyn le professeur jaloux et Finlay Currie Shunderson.
- En 1965, Kurt Hoffmann fait une nouvelle adaptation allemande de la pièce : On murmure dans la ville. Heinz Rühmann et Liselotte Pulver jouent les rôles principaux.

## Crédit d'auteurs
- (de) Cet article est partiellement ou en totalité issu de l’article de Wikipédia en allemand intitulé « Frauenarzt Dr. Prätorius » (voir la liste des auteurs).